# Brassberget
Brassberget este o arie protejată (arie specială de conservare — SAC, sit de importanță comunitară — SCI, arie de protecție specială avifaunistică — SPA) din Suedia întinsă pe o suprafață de 138,2 ha, integral pe uscat.

## Localizare
Centrul sitului Brassberget este situat la coordonatele 62°12′04″N 15°43′41″E / 62.2012°N 15.7281°E.

## Înființare
Situl Brassberget a fost declarat sit de importanță comunitară în decembrie 1995 pentru a proteja 1 specie de plante și 5 specii de animale. Alte tipuri de protecție:
- arie de protecție specială avifaunistică (în decembrie 1996)[2]
- arie specială de conservare (în martie 2011)[1][3][4]

## Biodiversitate
Situată în ecoregiunea boreală, aria protejată conține 4 habitate naturale: Taiga vestică, Mlaștini împădurite, Pante stâncoase silicioase cu vegetație casmofită, Păduri caducifoliate de mlaștină fino-scandinave.
La baza desemnării sitului se află mai multe specii protejate:
- plante (1): Cinna latifolia
- păsări (4): cocoșul de mesteacăn (Bonasa bonasia), ciocănitoare neagră (Dryocopus martius), ciocănitoare de munte (Picoides tridactylus), ciocănitoare verzuie (Picus canus)
- nevertebrate (1): Xyletinus tremulicola